# Новониколаевка (Саракташский район)
Новониколаевка — село в Саракташском районе Оренбургской области в составе Жёлтинского сельсовета.

## География
Находится на расстоянии примерно 19 километров по прямой на юго-восток от районного центра поселка Саракташ.

## Население
Население составляло 27 человека в 2002 году (русские 89 %), 19 по переписи 2010 года.